# Phalaropus tricolor
Il falaropo di Wilson (Phalaropus tricolor (Vieillot, 1819)) è un uccello della famiglia degli Scolopacidae dell'ordine dei Charadriiformes, a volte inserito nel genere monotipico Steganopus.

## Sistematica
Phalaropus tricolor non ha sottospecie, è monotipico.

## Distribuzione e habitat
Questo uccello vive in tutto il Nord e Sud America, nei Caraibi e in Sudafrica, nelle regioni baltiche e in Repubblica Ceca. È di passo nell'Europa centrale, settentrionale e occidentale, in Grecia e Turchia, in Giappone, in Australia e Nuova Zelanda, in Marocco, Namibia, Costa d'Avorio e Oman.